# La Motte-Fouquet
Pour les articles homonymes, voir La Motte et Fouquet.
La Motte-Fouquet est une commune française du Passais, située dans le département de l'Orne en région Normandie, peuplée de 159 habitants.

## Géographie

### Hydrographie
La commune est située dans le bassin Loire-Bretagne. Elle est drainée par la Gourbe, le Chérizé et le ruisseau de Chérizé,.
La Gourbe, d'une longueur de 24 km, prend sa source dans la commune de Joué-du-Bois et se jette  dans la Mayenne à Méhoudin, après avoir traversé huit communes. 

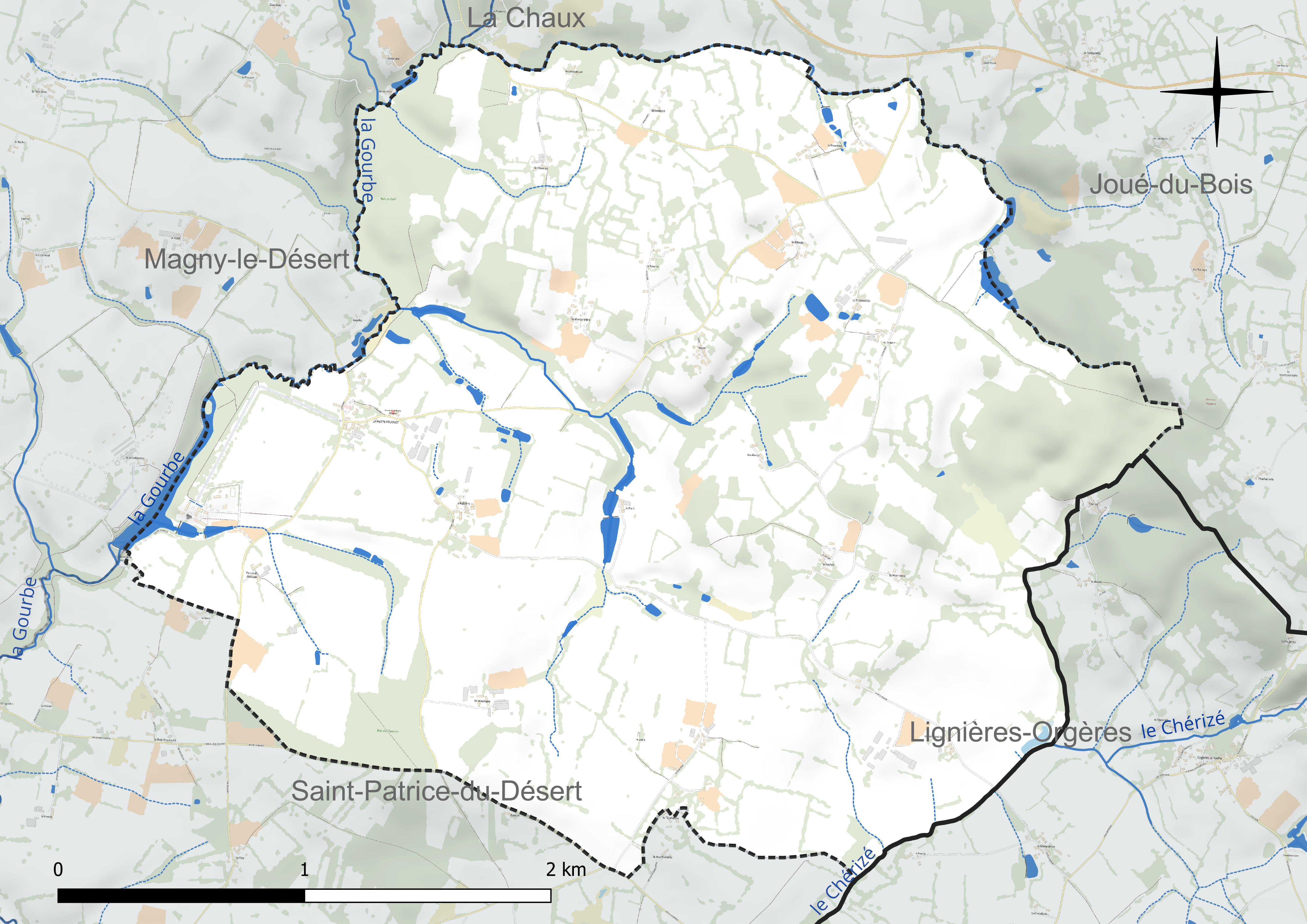
Réseau hydrographique de la Motte-Fouquet.

### Climat
Pour des articles plus généraux, voir Climat de la Normandie et Climat de l'Orne.
En 2010, le climat de la commune est de type climat océanique altéré, selon une étude du CNRS s'appuyant sur une série de données couvrant la période 1971-2000. En 2020, Météo-France publie une typologie des climats de la France métropolitaine dans laquelle la commune est exposée à un climat océanique et est dans la région climatique Normandie (Cotentin, Orne), caractérisée par une pluviométrie relativement élevée (850 mm/a) et un été frais (15,5 °C) et venté. Parallèlement le GIEC normand, un groupe régional d’experts sur le climat, différencie quant à lui, dans une étude de 2020, trois grands types de climats pour la région Normandie, nuancés à une échelle plus fine par les facteurs géographiques locaux. La commune est, selon ce zonage, exposée à un « climat contrasté des collines », correspondant au Bocage normand, bien arrosé, voire très arrosé sur les reliefs les plus exposés au flux d’ouest, et frais en raison de l’altitude.
Pour la période 1971-2000, la température annuelle moyenne est de 10,3 °C, avec une amplitude thermique annuelle de 13,6 °C. Le cumul annuel moyen de précipitations est de 878 mm, avec 13,3 jours de précipitations en janvier et 7,7 jours en juillet. Pour la période 1991-2020, la température moyenne annuelle observée sur la station météorologique la plus proche, située sur la commune de Briouze à 16 km à vol d'oiseau, est de 10,9 °C et le cumul annuel moyen de précipitations est de 920,5 mm,. Pour l'avenir, les paramètres climatiques de la commune estimés pour 2050 selon différents scénarios d’émission de gaz à effet de serre sont consultables sur un site dédié publié par Météo-France en novembre 2022.

## Urbanisme

### Typologie
Au 1er janvier 2024, La Motte-Fouquet est catégorisée commune rurale à habitat très dispersé, selon la nouvelle grille communale de densité à sept niveaux définie par l'Insee en 2022.
Elle est située hors unité urbaine. Par ailleurs la commune fait partie de l'aire d'attraction de La Ferté Macé, dont elle est une commune de la couronne,. Cette aire, qui regroupe 17 communes, est catégorisée dans les aires de moins de 50 000 habitants,.

### Occupation des sols
L'occupation des sols de la commune, telle qu'elle ressort de la base de données européenne d’occupation biophysique des sols Corine Land Cover (CLC), est marquée par l'importance des territoires agricoles (91,4 % en 2018), en diminution par rapport à 1990 (94,1 %). La répartition détaillée en 2018 est la suivante : 
prairies (50,6 %), terres arables (21,4 %), zones agricoles hétérogènes (19,4 %), forêts (8,6 %). L'évolution de l’occupation des sols de la commune et de ses infrastructures peut être observée sur les différentes représentations cartographiques du territoire : la carte de Cassini (XVIIIe siècle), la carte d'état-major (1820-1866) et les cartes ou photos aériennes de l'IGN pour la période actuelle (1950 à aujourd'hui).

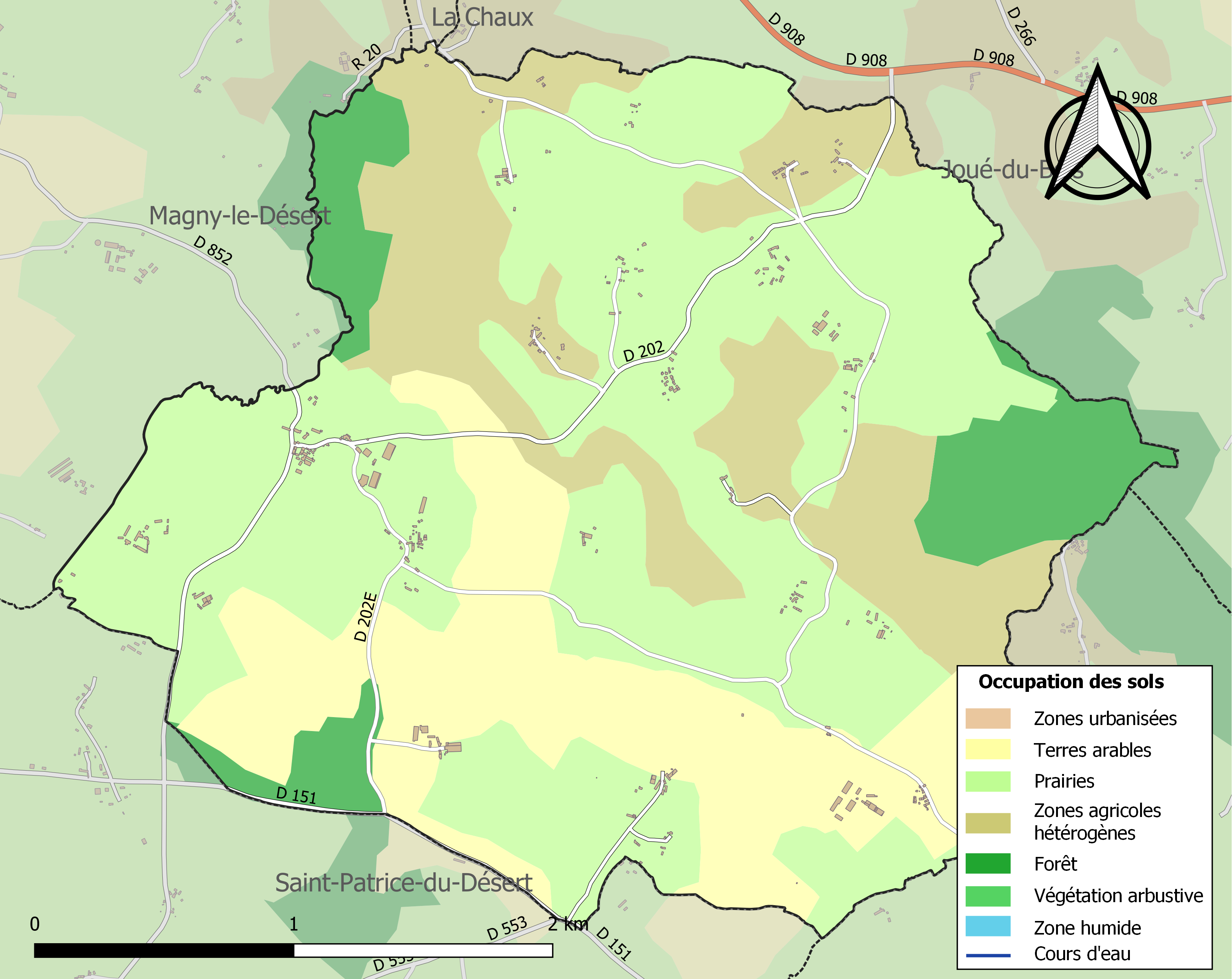
Carte des infrastructures et de l'occupation des sols de la commune en 2018 (CLC).

## Toponymie
Toponyme issu de l'ancienne motte féodale, sur laquelle fut érigé un château  à laquelle s'est ajouté le nom de Fouquet dérivé de Foulques.
Fulcoïus de Mota Foulques de la Motte seigneur du lieu dans la première moitié du XIIe siècle, qui donna par la suite son nom à la paroisse : La Motte-Fouquet
,
.

## Histoire
Entre l'an 700 et 890, ce site serait déjà mentionné .
« La Motte Fouquet est une ancienne seigneurie de haute et basse justice dont l'origine remonte au XIIIe siècle. Le château fut construit au XVIIe siècle sur des vestiges des XVe (tour carrée) et XVIe siècles (tourelle accolée à la tour carrée). Les communs ont été construits entre 1670 et 1682 par le père des frères Gabriel, architectes originaires d'Argentan. La chapelle fut terminée en 1699 et remplaça un oratoire de 1582. Le moulin non daté du château de la Motte produisait cinq quintaux de farine de blé, seigle, orge, avoine et sarrasin en 1809. Des trois paires de meules attestées en 1888, une seule fonctionnait, produisant six quintaux de farine. Le domaine du château dispose aussi d'une cidrerie de la fin du XVIIe siècle, qui n'est pas protégée. L'orangerie date de 1804 ».

## Politique et administration

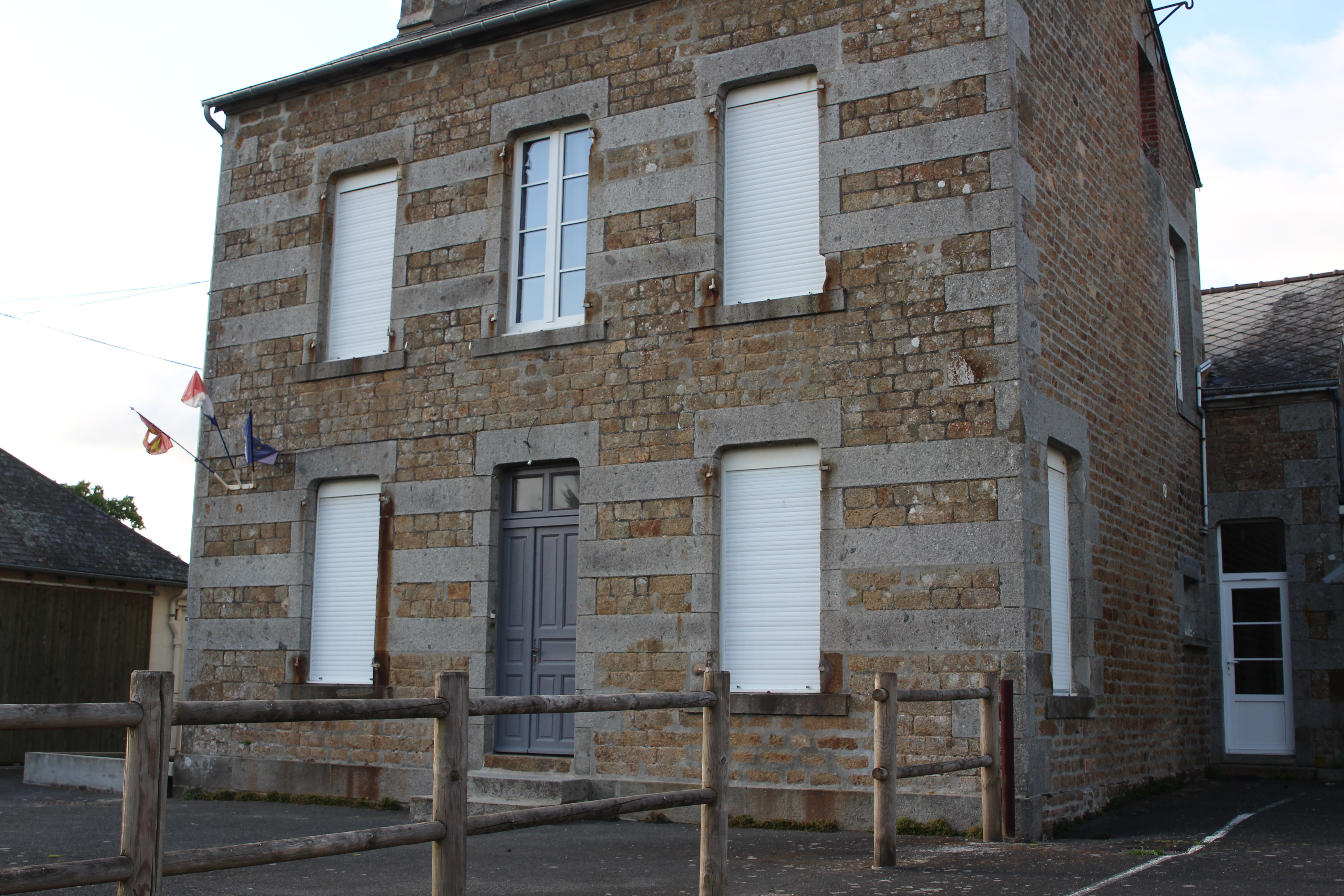
Mairie

| Période                                  | Période    | Identité        | Étiquette | Qualité              |
| ---------------------------------------- | ---------- | --------------- | --------- | -------------------- |
| 1960                                     | 1995       | Fernand Milcent |           | Charron              |
| 1995                                     | avril 2014 | Raymond Milcent | SE        | Chef d'entreprise    |
| avril 2014                               | En cours   | Michel Guibout  | SE        | Agriculteur retraité |
| Les données manquantes sont à compléter. |            |                 |           |                      |

## Démographie
L'évolution du nombre d'habitants est connue à travers les recensements de la population effectués dans la commune depuis 1793. Pour les communes de moins de 10 000 habitants, une enquête de recensement portant sur toute la population est réalisée tous les cinq ans, les populations de référence des années intermédiaires étant quant à elles estimées par interpolation ou extrapolation. Pour la commune, le premier recensement exhaustif entrant dans le cadre du nouveau dispositif a été réalisé en 2007.
En 2022, la commune comptait 159 habitants, en stagnation par rapport à 2016 (Orne : −3,21 %, France hors Mayotte : +2,11 %).
| 1793 | 1800 | 1806 | 1821 | 1836 | 1841 | 1846 | 1851 | 1856 |
| ---- | ---- | ---- | ---- | ---- | ---- | ---- | ---- | ---- |
| 555  | 505  | 724  | 639  | 611  | 616  | 648  | 610  | 630  |

| 1861 | 1866 | 1872 | 1876 | 1881 | 1886 | 1891 | 1896 | 1901 |
| ---- | ---- | ---- | ---- | ---- | ---- | ---- | ---- | ---- |
| 574  | 566  | 519  | 449  | 456  | 427  | 405  | 404  | 354  |

| 1906 | 1911 | 1921 | 1926 | 1931 | 1936 | 1946 | 1954 | 1962 |
| ---- | ---- | ---- | ---- | ---- | ---- | ---- | ---- | ---- |
| 339  | 331  | 281  | 247  | 259  | 247  | 252  | 266  | 224  |

| 1968 | 1975 | 1982 | 1990 | 1999 | 2006 | 2007 | 2012 | 2017 |
| ---- | ---- | ---- | ---- | ---- | ---- | ---- | ---- | ---- |
| 205  | 158  | 153  | 161  | 148  | 167  | 170  | 162  | 161  |

| 2022 | - | - | - | - | - | - | - | - |
| ---- | - | - | - | - | - | - | - | - |
| 159  | - | - | - | - | - | - | - | - |

## Lieux et monuments
- Le château de La Motte-Fouquet datant du XIIIe siècle domine la Gourbe. L'écrivain allemand Friedrich de La Motte-Fouqué, auteur de Sigurd et de l'Anneau magique, est un descendant de la famille des La Motte-Fouquet, famille huguenote, propriétaires du château exilés à la suite de la révocation de l'édit de Nantes.

## Héraldique
| Blason de La Motte-Fouquet | Blason  | D'azur à la fasce haussée d'or soutenue d'une tour couverte et tertrée d'argent, ouverte et ajourée d'un chemin de ronde du champ. |
| Blason de La Motte-Fouquet | Détails | Le statut officiel du blason reste à déterminer.                                                                                   |